# جونگ ته وو
جونگ ته وو (کره‌ای: 정태우؛ زادهٔ ۲۳ ماری ۱۹۸۲) بازیگر اهل کره جنوبی است. او بیشتر به خاطر ایفای نقش در مجموعه‌های تلویزیونی تاریخی مانند گوآنگ گائتو فاتح بزرگ و پادشاه و من شناخته می‌شود.

## زندگی شخصی
جونگ ته وو در ۸ مه ۲۰۰۹ با جونگ این هی، مهماندار هواپیما در یک مراسم خصوصی مسیحی در هتل شیلا در سئول ازدواج کرد. آنها صاحب دو پسر هستند که به ترتیب در سال ۲۰۱۰ و ۲۰۱۵ به دنیا آمدند.

## فیلم‌شناسی
گزیده فیلم‌شناسی
- اشک‌های اژدها (۱۹۹۶)
- بی‌وقفه ۳ (۲۰۰۳)
- دائه جویونگ (۲۰۰۷)
- پادشاه و من (۲۰۰۸)
- تاجر گک جو (۲۰۱۵)
- ذهن‌های جنایتکار (۲۰۱۷)
- پادشاه اشک لی بانگ وون (۲۰۲۱)